# Delosperma dolomitica
Delosperma dolomitica là một loài thực vật có hoa trong họ Phiên hạnh. Loài này được van Jaarsv. & A.E.van Wyk mô tả khoa học đầu tiên năm 1999.